# Aurelio Caicedo Ayerbe
Aurelio Caicedo Ayerbe (Popayán, 4 de mayo de 1921 - Bogotá, 23 de julio de 1998) fue un abogado, escritor, político y diplomático colombiano, miembro del Partido Conservador Colombiano.
Caicedo destacó como político regional, siendo concejal de su ciudad natal y diputado en Cauca; como diplomático fue embajador de Colombia ante la ONU y ante la Santa Sede; y en el ejecutivo fue nombrado Ministro de Trabajo en 1953, y luego de Educación en 1954, por el régimen militar de Gustavo Rojas Pinilla. Como periodista fundó el periódico conservador Diario de Colombia.
Su trabajo en la ONU lo hizo mercedor de ocupar la vicepresidencia ejecutiva de la Unesco.

## Obras
- De Bogotá a Popayán (1946)
- Bases para la educación colombiana (1954)
- Lo quevedesco y lo barroco
- 32 poemas (1980)
- Esta es mi historia (1981)